# Abbath (banda)
Abbath é uma banda de black metal, formada em 2015 pelo ex-guitarrista e vocalista do Immortal Abbath Doom Occulta após sair do Immortal em 2015. A banda lançou seu primeiro álbum, Abbath, em 22 de janeiro, em 2016, e fez seu primeiro show no Tuska Open Air 2015.

## História
Em abril de 2015, a revista Metalhammer anunciou que Abbath Doom Occulta havia recrutado novos membros para a banda, King Ov Hell, da banda God Seed e o baterista Creature. Eles também  contrataram o guitarrista Vredehammer e o vocalista Per Valla para realizar turnês com a banda como guitarrista. Durante a apresentação de estréia no Tuska Open Air 2015, eles tocaram uma música chamada Fenrir Hunts, que estará em seu próximo álbum. Seu álbum de estréia auto-intitulado  Abbath foi lançado dia 22 de janeiro, de 2016 pela gravadora Season of Mist. Em 12 de dezembro de 2015, foi anunciado que o baterista Creature deixou a banda. Vários dias depois, no dia 15 de dezembro, Per Valla deixou a banda. No início de 2016, Gabe Seeber se juntou como baterista ao vivo, substituindo Creature e  Ole André Farstad como guitarrista ao vivo substituindo Per Valla.

## Integrantes

### Formação atual
- Abbath - vocal, guitarra
- King - baixo
- Silmaeth - guitarra

Linha do tempo

## Discografia

### Álbuns de estúdio
- Abbath (2016)
- Outstrider (2019)
- Dread Reaver (2022)